# Catedral basílica de Nuestra Señora del Socorro (Valencia)
La Basílica Catedral de Nuestra Señora del Socorro o la Catedral de Valencia constituye el recinto religioso más importante y uno de los puntos turísticos de mayor interés en la ciudad de Valencia, en Venezuela. Considerada Monumento Histórico Nacional, es la sede oficial para la veneración de la Virgen del Socorro, por lo que recibe anualmente a miles de feligreses quienes con devoción asisten a rendirle homenaje a la patrona de Valencia.
En sus inicios, el templo que hoy conocemos era considerado Iglesia parroquial, posteriormente en el año 1921 con la creación de la diócesis de la ciudad de Valencia, se convirtió entonces en Iglesia Catedral. Más adelante, con Monseñor Adam a cargo de la diócesis, la Catedral obtuvo el título de Basílica Menor otorgado por el Papa Juan XXIII, debido al gran valor artístico que posee el santuario y muy especialmente por ser el lugar donde descansa la imagen de la Virgen del Socorro, cuya Coronación Canónica se realizó en 1910, y cuya fe y devoción es seguida por miles de fieles.
La edificación, ubicada en la avenida Urdaneta con calle Colombia, justo en frente de la Plaza Bolívar, fue iniciada en 1580, pero no fue sino a finales del siglo XVIII y hasta principios del XIX cuando las construcciones de la Catedral lograron finalizarse, debido a las guerras de independencia, tomando la forma que conserva hoy día.
El edificio principal revela claramente la influencia arquitectónica de la época colonial, en su interior se hallan capillas laterales cuyas construcciones se remontan alrededor de 1890, y entre las cuales destacan, la capilla de la Pasión, la capilla de San José, la capilla de la Virgen del Socorro con su hermoso altar, entre otras.

## La obra de Monseñor Adam
Con la creación de la diócesis de Valencia, los primeros obispos iniciaron su cátedra aquí, empezando por Mons. Granadillo, luego Mons. Montes de Oca y más adelante con Mons. Adam quien se mantuvo al mando de la diócesis por casi 25 años, desde 1947 y hasta 1971. Durante su período, Mons. Adam intervino en la estructura de la Iglesia que existía para entonces, llevando a cabo una serie de cambios en la fachada y el interior del templo, que hoy en día le dan a la Catedral la belleza que la caracteriza.
Mons. Adam intervino en numerosas ocasiones en cuanto a la apariencia del templo, además de haber contribuido en el nombramiento que el papa Juan XXIII le otorgase a la Iglesia Catedral como Basílica Menor.

## Religión y arte
Además de la importancia histórica que posee la Catedral de Valencia, el templo alberga numerosas obras cuyo valor artístico es de gran trascendencia.
La mayoría de las imágenes que actualmente están expuestas datan de finales del siglo XIX y comienzos del siglo XX. Sin embargo, las imágenes más antiguas se encuentran en la capilla de la Pasión, las cuales son tallas de maderas pintadas en policromía que datan del tiempo de la colonia. De la misma época colonial es la imagen del Cristo en la Cruz junto con las imágenes de María y Juan al pie de la misma. Otra imagen de la época de la colonia, es la de la patrona de la ciudad, la Virgen del Socorro, la cual ocupa un lugar especial en el santuario.
Por otra parte, se consiguen varias obras de arte de grandes pintores, como Antonio Herrera Toro y Pedro Castillo, quien fuera abuelo materno del pintor Arturo Michelena, y entre muchas otras de autores.

## Información práctica
La Iglesia Catedral celebra Misas de martes a sábado a las 10:30 am y los Domingos a las 9:00 y a las 10:30 am.  Los Lunes permanece cerrada para su mantenimiento.
El Despacho Parroquial labora de Lunes a viernes de 9:00 am a 12:am.